# Merkinė
Merkinė és una ciutat del Parc Nacional de Dzūkija, a Lituània, que es troba a la confluència dels rius Miarkís i Neman. La ciutat és la ubicació del Mont de la reina Bona, un monticle que era el lloc d'una antiga fortificació al costat dels rius.

## Història

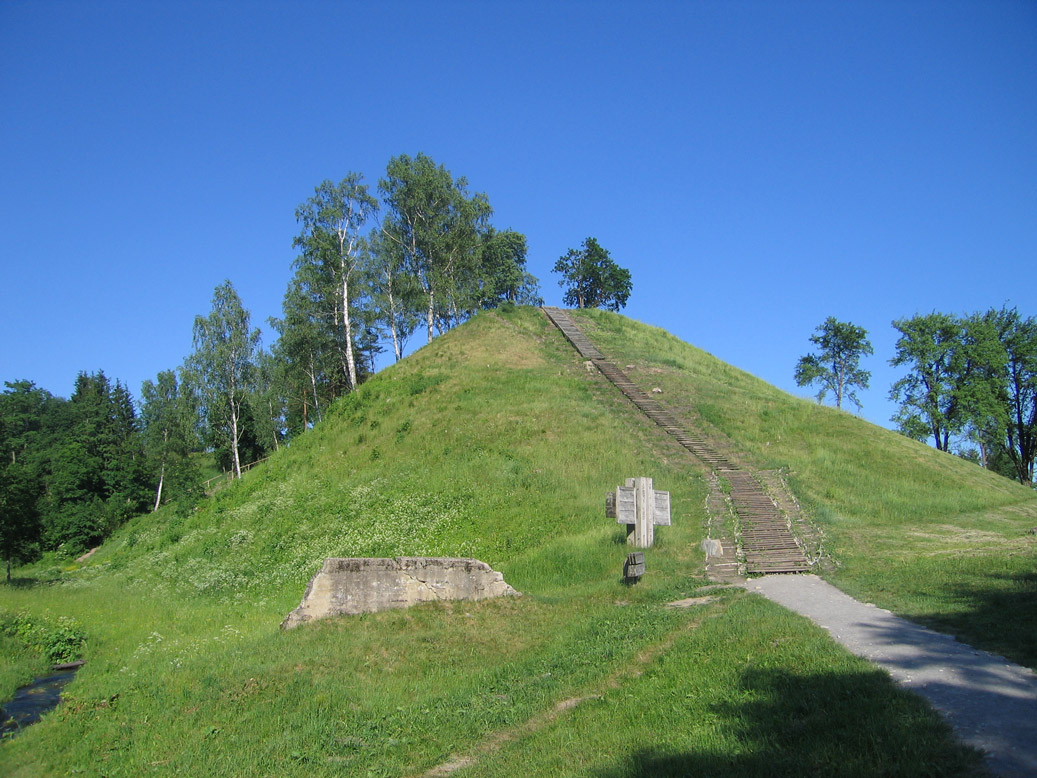
Monticle de Merkinė.

La ciutat o castell s'esmenten per primera vegada en fonts escrites el 1359, als Anuals de Novgorod. Alguns historiadors com a Michał Baliński o Aleksander Połujański indiquen que aquesta ciutat va ser fundada pels vikings, i ja existia al segle xiii. El més probable és que el castell va ser fundat en el segle xiii com a resultat de la política de defensa de l'Estat de Lituània. El Castell Merkinė de fusta va esdevenir part important dels castells de defensa contra l'Orde teutònic. El Gran Duc de Lituània i rei de Polònia Jogaila quan va redactar el document dels drets de ciutat de Vílnius el 1387, va ser escrit en aquest castell de Merkinė. La primera església va ser construïda entre 1387 i 1392 per Vytautas el Gran i Jogaila. Després de la batalla de Grunwald va començar un creixement ràpid de la ciutat.